# Antoine Rigel
Pour les articles homonymes, voir Rigel (homonymie).
Antoine Rigel, ou Anton Riegel, est un compositeur et pédagogue allemand né vers 1745 à Wertheim et mort après 1807.

## Biographie
Anton Riegel naît vers 1745 à Wertheim,. Il est le frère d'Henri-Joseph Rigel,.
Il se rend probablement à Paris en 1776, année où son opus 1 est publié sous le nom d'Antoine Rigel chez Le Menu et Boyer.
En 1782, il vit avec son frère aîné à Paris.
En 1783, il est mentionné dans l'Almanach musical comme professeur de piano et de flûte dans la capitale. À cette époque, il fait publier quelques œuvres de son frère (les opus 16 et 18) ainsi qu'au moins une de ses propres œuvres (l'op. 6), et s'installe au cul-de-sac de la Corderie,.
Rigel quitte probablement Paris peu après 1787 et la publication de son op. 7,.
Au milieu des années 1780, ses œuvres, y compris des rééditions des tirages parisiens, paraissent à Offenbach, Amsterdam, Spire, Mannheim et Heilbronn.
À la fin du siècle, il vit à Heilbronn et, après 1807, on signale qu'il vit à Mannheim. Il est mort après cette date,.

## Œuvres
Le catalogue des œuvres d'Antoine Rigel comprend notamment :
- 6 Sonates pour clavecin avec accompagnement de violon, op. 4 (Paris, Sieber, 1782) ;
- 6 Sonates pour le clavecin ou le pianoforte avec accompagnement de violon, op. 5 (av. 1781) ;
- 2 Sonates en symphonie, op. 6 (Paris, Rigel le jeune, 1785) ;
- 3 Sonates pour clavecin avec violon obligé, op. 7 (Paris, Boyer, 1788) ;
- 2 Caprices pour le clavecin avec accompagnement de violon, op. 8 (Offenbach, André, 1790) ;
- 6 Quattri pour flûte, violon, alto et basse (catalogue Breitkopf, 1773), probablement identiques aux 6 Quatuors pour flûte ou violon, op. 1 (Paris, Le Menu et Boyer, 1776) ;
- 6 Sonates en trio, op. 2 (Paris, Le Menu, 1773) ;
- 3 Sonates en quatuor, op. 3, pour clavecin, 2 violons et violoncelle (Mannheim, Götz, et Paris, Bureau du journal de musique, 1778) ;
- 6 trios, un quatuor (peut-être de Henri-Joseph Rigel) et deux symphonies sont conservés en manuscrit.